# إعدام ناهد وسمر أنطون
في 16 ديسمبر 2023، جرى إعدام ناهد خليل بولس أنطون وابنتها سمر كمال أنطون بالرصاص أثناء سيرهما داخل أراضي كنيسة العائلة المقدسة للاتين (غزة)، قُتلت الأم وابنتها أثناء الذهاب إلى الحمام. وأكدت أخبار الفاتيكان الواقعة، وذكرت أن الابنة قُتلت أثناء محاولتها إنقاذ والدتها المسنة، التي أطلق عليها القناص الإسرائيلي النار، حيثُ إن ناهد وابنتها سمر مسيحيات فلسطينيات. وحاول أفراد الأسرة في مجمع الكنيسة الوصول إلى ناهد وسمر، ولكن تم إطلاق النار عليهم وإصابتهم. ذكرت التقارير أن سبعة أشخاص آخرين أصيبوا بالرصاص أثناء محاولتهم حماية آخرين كانوا يحتمون في الكنيسة. وقالت حماس والبطريركية اللاتينية في القدس إن قناصاً إسرائيلياً قتل ناهد وابنتها سمر.
وكانت ناهد وسمر جزءًا من مجموعة كبيرة من المدنيين، بما في ذلك مسيحيون فلسطينيون قد لجأوا إلى الكنيسة. وقال أحد أفراد عائلة أحد المدنيين للصحفيين إن الموجودين في الكنيسة كانوا خائفين من المغادرة خوفا من إطلاق النار عليهم، بينما قالت أخرى إن أفراد عائلتها - بما في ذلك طفلان - كانوا مستلقين على الأرض لأنهم كانوا خائفين من إطلاق الإسرائيليين النار عليهم. وذكرت بأن القناص الإسرائيلي كان يستهدف أي شيء يتحرك.

## ردود الفعل
أعرب رئيس أساقفة وستمنستر الكاردينال فنسنت نيكولز، أبرز شخصية كاثوليكية في المملكة المتحدة، عن رعبه وقال:«لقد تم إطلاق النار عليهم بدم بارد داخل مباني الرعية، حيث لا يوجد متحاربون». وأدان فرانسيس الهجوم وقال:«قد يقول البعض: إنها الحرب، إنه الإرهاب، نعم، إنها الحرب، إنه الإرهاب».
وأدان وزير الخارجية الإيطالي أنطونيو تاجاني عمليات القتل قائلاً:«أطلق قناص (إسرائيلي) النار على امرأتين داخل الكنيسة! هذا لا علاقة له بالقتال ضد حماس لأن المقاتلين بالتأكيد لا يختبئون في الكنائس المسيحية».